# Teucholabis biacifera
Teucholabis biacifera är en tvåvingeart som beskrevs av Alexander 1949. Teucholabis biacifera ingår i släktet Teucholabis och familjen småharkrankar. Inga underarter finns listade i Catalogue of Life.